# Donja Tunguska
Donja Tunguska (rus. Нижняя Тунгуска) je rijeka u Sibiru, u Rusiji. 
Teče kroz Irkutsku oblast i Krasnojarski kraj. Ova rijeka je druga najveća desna pritoka Jeniseja. Naselja na rijeci su: Tura, Yukti i Simenga. Razdoblje, kada Donja Tunguska nije zaleđena počinje sredinom lipnja, a završava u prvoj polovici listopada.
Prema vrsti potoka, riječnih dolina i obala može se podijeliti u dva dijela: prvi počinje na izvoru rijeke i dalje do sela Preobraženskoje, a drugi dio rijeke leži nizvodno od ovog sela.
Vrijednost prosječnog istjeka vode Donje Tunguske zauzima 11. mjesto među najvećim rijekama u Rusiji. Godišnje iznosi oko 3,680 m³/s. Minimalno je bilo 2,861 m³/s 1967. godine, a maksimalno 4,690 m³/s 1974. godine. Opskrba vodom iz rijeke moguća je najviše za vrijeme topljenja snijega i ljetnih kiša. Tijekom zime, Donja Tunguska sadrži malo vode, kao i njen sliv, koji leži u regiji permafrosta i nema podzemnih izvora vode. 
Kanal Donje Tunguske sa svojim pritokama predstavlja gustu mrežu rijeka i potoka koji čine povoljne ljetne putove kroz široke doline istočnoga Sibira. U prošlosti, rijeka se koristila kao put za trgovinu krznom, za ribarstvo, za prijevoz robe i mineralnih resursa. Lov i trgovina krznom, još uvijek su značajan dio lokalnog gospodarstva.
Ispod nje se nalazi Podkamena Tunguska.